# Liste der denkmalgeschützten Objekte in Niedernsill
Die Liste der denkmalgeschützten Objekte in Niedernsill enthält die denkmalgeschützten, unbeweglichen Objekte der Gemeinde Niedernsill.

## Denkmäler
| Foto |                 | Denkmal                                                                   | Standort                                   | Beschreibung | Metadaten |
| ---- | --------------- | ------------------------------------------------------------------------- | ------------------------------------------ | --- | --- |
| ja   | Datei hochladen | Kath. Pfarrkirche hl. Luzia und Friedhof HERIS-ID: 41692 Objekt-ID: 42243 | bei Dorfstraße 11 Standort KG: Niedernsill | Eine kleine Filialkirche der Pfarre Piesendorf ist bereits 1409 urkundlich erwähnt. 1798 wurde sie infolge eines Hochwassers schwer beschädigt und neu gebaut. Seither wurde sie laufend erweitert und vergrößert. Das heutige Aussehen erhielt die Kirche weitestgehend um 1886. | BDA-Hist.: Q38002278 Status: § 2a Stand der BDA-Liste: 2025-06-30 Name: Kath. Pfarrkirche hl. Luzia und Friedhof GstNr.: .18/1, 1/1 Pfarrkirche Niedernsill |
| ja   | Datei hochladen | Seelenkapelle HERIS-ID: 53332 Objekt-ID: 61256                            | Standort KG: Niedernsill                   | Die Kapelle steht westlich, am Rande des Friedhofsgeländes und wirkt eher unscheinbar. Das Innere ist sehr schlicht; die Rückwand, an welcher das Kruzifix aufgestellt ist, zeigt sehr moderne Züge.                                                                              | BDA-Hist.: Q38056728 Status: § 2a Stand der BDA-Liste: 2025-06-30 Name: Seelenkapelle GstNr.: .102 Seelenkapelle                                            |